# Ingoda
L'Ingoda (en russe : Ингода) est une rivière de Russie qui coule dans le krai de Transbaïkalie. Elle est avec l'Onon l'une des deux rivières dont la confluence donne naissance à la rivière Chilka. 

## Géographie
L'Ingoda a une longueur de 708 km et son bassin a une superficie de 37 200 km2.

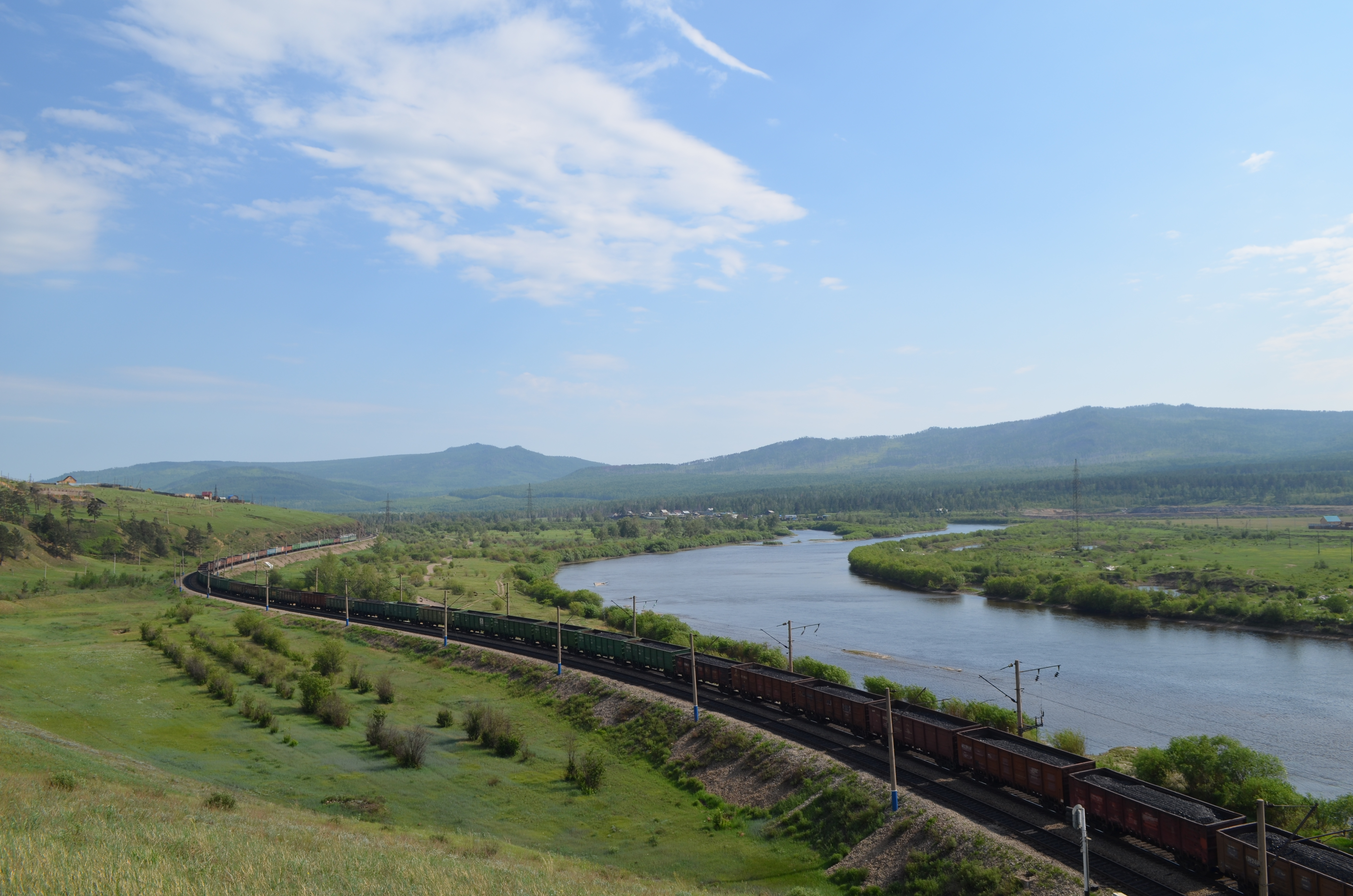
Ingoda le long de la voie ferrée transsibérienne (1)

La rivière, le long duquel se trouve la ville de Tchita, naît dans l'est de la Sibérie, à une cinquantaine de kilomètres au nord de la frontière mongole, et se dirige globalement vers l'est-nord-est. Elle rejoint l'Onon à Oust Onon, petite localité située à une quarantaine de kilomètres au sud-ouest de Nertchinsk, et forme avec celui-ci la rivière Chilka.
L'Ingoda gèle début novembre et reste prise par les glaces jusque fin avril. 
Une grande partie du chemin de fer transsibérien emprunte la vallée de l'Ingoda. 

## Villes traversées
- L'agglomération la plus importante bordant la rivière est la grande ville de Tchita.
- Atamanovka

## Hydrométrie - Les débits à la station d'Atamanovka
Le débit de l'Ingoda a été observé pendant 50 ans (1936-1985) à Atamanovka, ville située à une vingtaine de kilomètres en aval de Tchita et à quelque 150 kilomètres du confluent avec l'Onon. 
À Atamanovka, le débit inter annuel moyen ou module observé sur cette période était de 87,6 m3/s pour une surface prise en compte de 22 000 km2, soit plus ou moins 60 % du bassin versant total de la rivière. La lame d'eau écoulée dans cette partie du bassin atteint ainsi le chiffre de 126 millimètres par an.
Le débit moyen mensuel observé en février (minimum d'étiage) est de 1,11 m3/s, soit plus ou moins 0,6 % du débit moyen du mois d'août (188 m3/s), ce qui souligne l'amplitude extrêmement élevée des variations saisonnières. Sur la durée d'observation de 50 ans, le débit mensuel minimal a été de 0,10 m3/s (100 litres) en mars 1959, tandis que le débit mensuel maximal s'élevait à 644 m3/s en septembre 1948, année particulièrement humide. 
En ce qui concerne la période estivale, libre de glaces (de mai à octobre inclus), le débit mensuel minimal observé a été de 31,3 m3/s en octobre 1977, niveau restant encore fort acceptable. Un débit mensuel estival inférieur à 30 m3/s est tout à fait exceptionnel. 